# طواف إيطاليا للسيدات 2022
طواف إيطاليا للسيدات 2022 (بالإيطالية: Giro Donne 2022)‏ هو سباق دراجات هوائية، وهو الموسم الثالث والثلاثين من طواف إيطاليا للسيدات، وأقيم خلال الفترة من 30 يونيو 2022، وحتى 10 يوليو 2022 ضمن سباقات طواف العالم للدراجات للسيدات 2022، وشارك فيه 141 متسابقاً ووصل إلى نهايته 113 متسابقاً.
فاز بالمركز الأول أنيميك فان فليوتن، وبالمركز الثاني مارتا كافالي، وبالمركز الثالث مارغريتا فيكتوريا غارسيا، وفاز أنيميك فان فليوتن في ترتيب النقاط، وكان الفائز حسب النقاط للشباب Niamh Fisher-Black ‏، وكان الفائز في تصنيف الجبال كريستين فولكنر.

## الفرق
| فرق سيدات عالمية (13)- Liv AlUla Jayco ‏ - كانيون–إس آر إيه إم ريسينغ 2022 ‏ - EF Education–Tibco–SVB ‏ - FDJ–Suez ‏ - جامبو فيسما للسيدات 2022 ‏ - ليف ريسينغ 2022 ‏ - موفيستار للسيدات 2022 ‏ - فريق رولان كوجياس إديلويس 2022 ‏ - فريق سنويب للسيدات 2022 ‏ - إس دي وركس 2022 ‏ - Lidl–Trek (women's team) ‏ - يو أي أيه تيم 2022 ‏ - فريق أونو إكس برو للدراجات للسيدات 2022 ‏ فرق دراجات قارية سيدات (11)- Aromitalia–Basso Bikes–Vaiano ‏ - بيزكايا دورانجو 2022 ‏ - بيبينك 2022 ‏ - Ceratizit Pro Cycling ‏ - Cofidis Women Team ‏ - Colombia Potencia de la Vida–Strongman Femenino ‏ - Isolmant–Premac–Vittoria ‏ - مندلسبيك 2022 ‏ - Servetto–Makhymo–Beltrami TSA ‏ - توب قيرلز فسى برتولو 2022 ‏ - فالكار ترافل سيرفس 2022 ‏ |  |
| |  |

## المراحل
| قائمة المراحل | قائمة المراحل | قائمة المراحل                                 | قائمة المراحل  | قائمة المراحل | قائمة المراحل     | قائمة المراحل     |
| المرحلة       | التاريخ       | الدورة                                        |                | المسافة (كم)  | الفائز بالمرحلة   | القائد العام      |
| ------------- | ------------- | --------------------------------------------- | -------------- | ------------- | ----------------- | ----------------- |
| مرحلة 1       | 30 يونيو      | كالياري – كالياري                             | فردي ضد الساعة | 4٫7           | كريستين فولكنر    | كريستين فولكنر    |
| مرحلة 2       | 1 يوليو       | فيلاسيميوس – تورتولي                          | مرحلة مستوية   | 106٫5         | إليسا بالسامو     | إليسا بالسامو     |
| مرحلة 3       | 2 يوليو       | Cala Gonone ‏ – أولبيا                         | مرحلة مستوية   | 112٫7         | ماريان فوس        | إليسا بالسامو     |
| مرحلة 4       | 4 يوليو       | تشيزينا – تشيزينا                             | مرحلة جبلية    | 120٫9         | أنيميك فان فليوتن | أنيميك فان فليوتن |
| مرحلة 5       | 5 يوليو       | كاربي – ريدجو إميليا                          | مرحلة مستوية   | 123٫4         | إليسا بالسامو     | أنيميك فان فليوتن |
| مرحلة 6       | 6 يوليو       | Sarnico ‏ – بيرغامو                            | مرحلة جبلية    | 114٫7         | ماريان فوس        | أنيميك فان فليوتن |
| مرحلة 7       | 7 يوليو       | Prevalle ‏ – Giogo del Maniva ‏                 | مرحلة جبلية    | 113٫4         | جولييت لابوس      | أنيميك فان فليوتن |
| مرحلة 8       | 8 يوليو       | روفيريتو – Aldeno ‏                            | مرحلة جبلية    | 92٫2          | أنيميك فان فليوتن | أنيميك فان فليوتن |
| مرحلة 9       | 9 يوليو       | San Michele all'Adige ‏ – San Lorenzo Dorsino ‏ | مرحلة جبلية    | 112٫8         | كريستين فولكنر    | أنيميك فان فليوتن |
| مرحلة 10      | 10 يوليو      | ابانو تيرمي – بادوفا                          | مرحلة جبلية    | 90٫5          | كيارا كونسوني     | أنيميك فان فليوتن |

## النتيجة

### مرحلة 1
هي مرحلة من نوع سباق زمن فردي، أقيمت في 30 يونيو 2022، وامتدّت لمسافة 4.7 كيلومتر. فاز بالمرحلة كريستين فولكنر، وكان متصدر الترتيب العام في نهاية المرحلة كريستين فولكنر، وكان المتصدر حسب ترتيب النقاط كريستين فولكنر، وكان المتصدر في ترتيب التسلق إليسا بالسامو، وتصدر ترتيب النقاط للشباب Blanka Vas ‏، وكان قائد تصنيف الجنسيات إليسا بالسامو، وكان متصدر ترتيب الفرق Trek-Segafredo Women 2022 ‏.
| التصنيف العام         | التصنيف العام      | التصنيف العام    | التصنيف العام             | التصنيف العام |
| العداء                | العداء             | البلد            | الفريق                    | الوقت         |
| --------------------- | ------------------ | ---------------- | ------------------------- | ------------- |
| 1                     | كريستين فولكنر     | الولايات المتحدة | Liv AlUla Jayco ‏          | 5 د 46 ث      |
| 2                     | جورجيا بيكر        | أستراليا         | Liv AlUla Jayco ‏          | + 4 ث         |
| 3                     | إليسا بالسامو      | إيطاليا          | Lidl–Trek (women's team) ‏ | + 6 ث         |
| 4                     | لوت كوبيكي         | بلجيكا           | إس دي وركس ‏               | + 6 ث         |
| 5                     | إليسا ونغو بورغيني | إيطاليا          | Lidl–Trek (women's team) ‏ | + 9 ث         |
| 6                     | أنيميك فان فليوتن  | هولندا           | موفيستار للسيدات ‏         | + 10 ث        |
| 7                     | لوسيندا براند      | هولندا           | Lidl–Trek (women's team) ‏ | + 10 ث        |
| 8                     | ريجان ماركوس       | هولندا           | جامبو فيسما للسيدات ‏      | + 11 ث        |
| 9                     | ليا توماس          | الولايات المتحدة | Lidl–Trek (women's team) ‏ | + 12 ث        |
| 10                    | أنوسكا كوستر       | هولندا           | جامبو فيسما للسيدات ‏      | + 12 ث        |
| مصدر: ProCyclingStats |                    |                  |                           |               |

### مرحلة 2
هي مرحلة بسيطة، أقيمت في 1 يوليو 2022، وامتدّت لمسافة 106.5 كيلومتر. فاز بالمرحلة إليسا بالسامو، وكان متصدر الترتيب العام في نهاية المرحلة إليسا بالسامو، وكان المتصدر حسب ترتيب النقاط إليسا بالسامو، وكان المتصدر في ترتيب التسلق فرانزيسكا بروس، وتصدر ترتيب النقاط للشباب Marta Jaskulska ‏، وكان قائد تصنيف الجنسيات إليسا بالسامو، وكان متصدر ترتيب الفرق Trek-Segafredo Women 2022 ‏.
| التصنيف العام         | التصنيف العام      | التصنيف العام    | التصنيف العام             | التصنيف العام |
| العداء                | العداء             | البلد            | الفريق                    | الوقت         |
| --------------------- | ------------------ | ---------------- | ------------------------- | ------------- |
| 1                     | إليسا بالسامو      | إيطاليا          | Lidl–Trek (women's team) ‏ | 2 س 44 د 54 ث |
| 2                     | جورجيا بيكر        | أستراليا         | Liv AlUla Jayco ‏          | + 9 ث         |
| 3                     | لوت كوبيكي         | بلجيكا           | إس دي وركس ‏               | + 10 ث        |
| 4                     | ماريان فوس         | هولندا           | جامبو فيسما للسيدات ‏      | + 12 ث        |
| 5                     | إليسا ونغو بورغيني | إيطاليا          | Lidl–Trek (women's team) ‏ | + 15 ث        |
| 6                     | Emma Norsgaard     | الدنمارك         | موفيستار للسيدات ‏         | + 18 ث        |
| 7                     | كريستين فولكنر     | الولايات المتحدة | Liv AlUla Jayco ‏          | + 19 ث        |
| 8                     | Charlotte Kool ‏    | هولندا           | فريق سنويب للسيدات ‏       | + 21 ث        |
| 9                     | لوسيندا براند      | هولندا           | Lidl–Trek (women's team) ‏ | + 23 ث        |
| 10                    | أنيميك فان فليوتن  | هولندا           | موفيستار للسيدات ‏         | + 23 ث        |
| مصدر: ProCyclingStats |                    |                  |                           |               |

### مرحلة 3
هي مرحلة بسيطة، أقيمت في 2 يوليو 2022، وامتدّت لمسافة 112.7 كيلومتر. فاز بالمرحلة ماريان فوس، وكان متصدر الترتيب العام في نهاية المرحلة إليسا بالسامو، وكان المتصدر حسب ترتيب النقاط إليسا بالسامو، وكان المتصدر في ترتيب التسلق فرانزيسكا بروس، وتصدر ترتيب النقاط للشباب فرانشيسكا كوش ‏، وكان قائد تصنيف الجنسيات إليسا بالسامو، وكان متصدر ترتيب الفرق Trek-Segafredo Women 2022 ‏.
| التصنيف العام         | التصنيف العام      | التصنيف العام    | التصنيف العام             | التصنيف العام |
| العداء                | العداء             | البلد            | الفريق                    | الوقت         |
| --------------------- | ------------------ | ---------------- | ------------------------- | ------------- |
| 1                     | إليسا بالسامو      | إيطاليا          | Lidl–Trek (women's team) ‏ | 5 س 33 د 12 ث |
| 2                     | ماريان فوس         | هولندا           | جامبو فيسما للسيدات ‏      | + 6 ث         |
| 3                     | جورجيا بيكر        | أستراليا         | Liv AlUla Jayco ‏          | + 12 ث        |
| 4                     | كريستين فولكنر     | الولايات المتحدة | Liv AlUla Jayco ‏          | + 14 ث        |
| 5                     | لوت كوبيكي         | بلجيكا           | إس دي وركس ‏               | + 14 ث        |
| 6                     | إليسا ونغو بورغيني | إيطاليا          | Lidl–Trek (women's team) ‏ | + 17 ث        |
| 7                     | أنيميك فان فليوتن  | هولندا           | موفيستار للسيدات ‏         | + 18 ث        |
| 8                     | Charlotte Kool ‏    | هولندا           | فريق سنويب للسيدات ‏       | + 19 ث        |
| 9                     | Emma Norsgaard     | الدنمارك         | موفيستار للسيدات ‏         | + 20 ث        |
| 10                    | لوسيندا براند      | هولندا           | Lidl–Trek (women's team) ‏ | + 24 ث        |
| مصدر: ProCyclingStats |                    |                  |                           |               |

### مرحلة 4
هي مرحلة جبلية، أقيمت في 4 يوليو 2022، وامتدّت لمسافة 120.9 كيلومتر. فاز بالمرحلة أنيميك فان فليوتن، وكان متصدر الترتيب العام في نهاية المرحلة أنيميك فان فليوتن، وكان المتصدر حسب ترتيب النقاط إليسا بالسامو، وكان المتصدر في ترتيب التسلق مارغريتا فيكتوريا غارسيا، وتصدر ترتيب النقاط للشباب Niamh Fisher-Black ‏، وكان قائد تصنيف الجنسيات مارتا كافالي، وكان متصدر ترتيب الفرق 2022 FDJ Nouvelle Aquitaine Futuroscope ‏.
| التصنيف العام         | التصنيف العام            | التصنيف العام | التصنيف العام             | التصنيف العام |
| العداء                | العداء                   | البلد         | الفريق                    | الوقت         |
| --------------------- | ------------------------ | ------------- | ------------------------- | ------------- |
| 1                     | أنيميك فان فليوتن        | هولندا        | موفيستار للسيدات ‏         | 8 س 46 د 33 ث |
| 2                     | مارغريتا فيكتوريا غارسيا | إسبانيا       | يو أي أيه تيم ‏            | + 25 ث        |
| 3                     | مارتا كافالي             | إيطاليا       | FDJ–Suez ‏                 | + 57 ث        |
| 4                     | إليسا ونغو بورغيني       | إيطاليا       | Lidl–Trek (women's team) ‏ | + 5 د 00 ث    |
| 5                     | سيسيلي أوتوب لودفيغ      | الدنمارك      | FDJ–Suez ‏                 | + 5 د 13 ث    |
| 6                     | أماندا سبرات             | أستراليا      | Liv AlUla Jayco ‏          | + 5 د 14 ث    |
| 7                     | Elise Chabbey ‏           | سويسرا        | كانيون–إس آر إيه إم ‏      | + 5 د 21 ث    |
| 8                     | Niamh Fisher-Black ‏      | نيوزيلندا     | إس دي وركس ‏               | + 5 د 28 ث    |
| 9                     | Évita Muzic ‏             | فرنسا         | FDJ–Suez ‏                 | + 5 د 29 ث    |
| 10                    | Silvia Persico ‏          | إيطاليا       | فالكار سيلانس ‏            | + 5 د 29 ث    |
| مصدر: ProCyclingStats |                          |               |                           |               |

### مرحلة 5
هي مرحلة بسيطة، أقيمت في 5 يوليو 2022، وامتدّت لمسافة 123.4 كيلومتر. فاز بالمرحلة إليسا بالسامو، وكان متصدر الترتيب العام في نهاية المرحلة أنيميك فان فليوتن، وكان المتصدر حسب ترتيب النقاط إليسا بالسامو، وكان المتصدر في ترتيب التسلق مارغريتا فيكتوريا غارسيا، وتصدر ترتيب النقاط للشباب Niamh Fisher-Black ‏، وكان قائد تصنيف الجنسيات مارتا كافالي، وكان متصدر ترتيب الفرق 2022 FDJ Nouvelle Aquitaine Futuroscope ‏.
| التصنيف العام         | التصنيف العام            | التصنيف العام | التصنيف العام             | التصنيف العام  |
| العداء                | العداء                   | البلد         | الفريق                    | الوقت          |
| --------------------- | ------------------------ | ------------- | ------------------------- | -------------- |
| 1                     | أنيميك فان فليوتن        | هولندا        | موفيستار للسيدات ‏         | 11 س 51 د 35 ث |
| 2                     | مارغريتا فيكتوريا غارسيا | إسبانيا       | يو أي أيه تيم ‏            | + 25 ث         |
| 3                     | مارتا كافالي             | إيطاليا       | FDJ–Suez ‏                 | + 57 ث         |
| 4                     | إليسا ونغو بورغيني       | إيطاليا       | Lidl–Trek (women's team) ‏ | + 5 د 00 ث     |
| 5                     | سيسيلي أوتوب لودفيغ      | الدنمارك      | FDJ–Suez ‏                 | + 5 د 13 ث     |
| 6                     | أماندا سبرات             | أستراليا      | Liv AlUla Jayco ‏          | + 5 د 14 ث     |
| 7                     | Elise Chabbey ‏           | سويسرا        | كانيون–إس آر إيه إم ‏      | + 5 د 21 ث     |
| 8                     | Niamh Fisher-Black ‏      | نيوزيلندا     | إس دي وركس ‏               | + 5 د 28 ث     |
| 9                     | Évita Muzic ‏             | فرنسا         | FDJ–Suez ‏                 | + 5 د 29 ث     |
| 10                    | Silvia Persico ‏          | إيطاليا       | فالكار سيلانس ‏            | + 5 د 29 ث     |
| مصدر: ProCyclingStats |                          |               |                           |                |

### مرحلة 6
هي مرحلة جبلية، أقيمت في 6 يوليو 2022، وامتدّت لمسافة 114.7 كيلومتر. فاز بالمرحلة ماريان فوس، وكان متصدر الترتيب العام في نهاية المرحلة أنيميك فان فليوتن، وكان المتصدر حسب ترتيب النقاط ماريان فوس، وكان المتصدر في ترتيب التسلق Elise Chabbey ‏، وتصدر ترتيب النقاط للشباب Niamh Fisher-Black ‏، وكان قائد تصنيف الجنسيات مارتا كافالي، وكان متصدر ترتيب الفرق 2022 FDJ Nouvelle Aquitaine Futuroscope ‏.
| التصنيف العام         | التصنيف العام            | التصنيف العام | التصنيف العام             | التصنيف العام  |
| العداء                | العداء                   | البلد         | الفريق                    | الوقت          |
| --------------------- | ------------------------ | ------------- | ------------------------- | -------------- |
| 1                     | أنيميك فان فليوتن        | هولندا        | موفيستار للسيدات ‏         | 14 س 50 د 05 ث |
| 2                     | مارغريتا فيكتوريا غارسيا | إسبانيا       | يو أي أيه تيم ‏            | + 25 ث         |
| 3                     | مارتا كافالي             | إيطاليا       | FDJ–Suez ‏                 | + 54 ث         |
| 4                     | إليسا ونغو بورغيني       | إيطاليا       | Lidl–Trek (women's team) ‏ | + 5 د 00 ث     |
| 5                     | سيسيلي أوتوب لودفيغ      | الدنمارك      | FDJ–Suez ‏                 | + 5 د 13 ث     |
| 6                     | أماندا سبرات             | أستراليا      | Liv AlUla Jayco ‏          | + 5 د 14 ث     |
| 7                     | Silvia Persico ‏          | إيطاليا       | فالكار سيلانس ‏            | + 5 د 25 ث     |
| 8                     | Niamh Fisher-Black ‏      | نيوزيلندا     | إس دي وركس ‏               | + 5 د 28 ث     |
| 9                     | Elise Chabbey ‏           | سويسرا        | كانيون–إس آر إيه إم ‏      | + 5 د 45 ث     |
| 10                    | Évita Muzic ‏             | فرنسا         | FDJ–Suez ‏                 | + 5 د 55 ث     |
| مصدر: ProCyclingStats |                          |               |                           |                |

### مرحلة 7
هي مرحلة جبلية، أقيمت في 7 يوليو 2022، وامتدّت لمسافة 113.4 كيلومتر. فاز بالمرحلة جولييت لابوس، وكان متصدر الترتيب العام في نهاية المرحلة أنيميك فان فليوتن، وكان المتصدر حسب ترتيب النقاط إليسا بالسامو، وكان المتصدر في ترتيب التسلق Elise Chabbey ‏، وتصدر ترتيب النقاط للشباب Niamh Fisher-Black ‏، وكان قائد تصنيف الجنسيات مارتا كافالي، وكان متصدر ترتيب الفرق 2022 FDJ Nouvelle Aquitaine Futuroscope ‏.
| التصنيف العام         | التصنيف العام            | التصنيف العام | التصنيف العام             | التصنيف العام  |
| العداء                | العداء                   | البلد         | الفريق                    | الوقت          |
| --------------------- | ------------------------ | ------------- | ------------------------- | -------------- |
| 1                     | أنيميك فان فليوتن        | هولندا        | موفيستار للسيدات ‏         | 18 س 14 د 12 ث |
| 2                     | مارغريتا فيكتوريا غارسيا | إسبانيا       | يو أي أيه تيم ‏            | + 31 ث         |
| 3                     | مارتا كافالي             | إيطاليا       | FDJ–Suez ‏                 | + 1 د 10 ث     |
| 4                     | إليسا ونغو بورغيني       | إيطاليا       | Lidl–Trek (women's team) ‏ | + 5 د 19 ث     |
| 5                     | Niamh Fisher-Black ‏      | نيوزيلندا     | إس دي وركس ‏               | + 5 د 54 ث     |
| 6                     | أماندا سبرات             | أستراليا      | Liv AlUla Jayco ‏          | + 6 د 12 ث     |
| 7                     | سيسيلي أوتوب لودفيغ      | الدنمارك      | FDJ–Suez ‏                 | + 6 د 22 ث     |
| 8                     | Silvia Persico ‏          | إيطاليا       | فالكار سيلانس ‏            | + 6 د 33 ث     |
| 9                     | إيريكا ماجندي            | إيطاليا       | يو أي أيه تيم ‏            | + 8 د 25 ث     |
| 10                    | Elise Chabbey ‏           | سويسرا        | كانيون–إس آر إيه إم ‏      | + 8 د 30 ث     |
| مصدر: ProCyclingStats |                          |               |                           |                |

### مرحلة 8
هي مرحلة جبلية، أقيمت في 8 يوليو 2022، وامتدّت لمسافة 92.2 كيلومتر. فاز بالمرحلة أنيميك فان فليوتن، وفاز بالمركز الثاني مارتا كافالي، وحصل إليسا ونغو بورغيني على المركز الثالث، وكان متصدر الترتيب العام في نهاية المرحلة أنيميك فان فليوتن، وكان المتصدر حسب ترتيب النقاط أنيميك فان فليوتن، وكان المتصدر في ترتيب التسلق Elise Chabbey ‏، وتصدر ترتيب النقاط للشباب Niamh Fisher-Black ‏، وكان قائد تصنيف الجنسيات مارتا كافالي، وكان متصدر ترتيب الفرق FDJ–Suez ‏.
| التصنيف العام         | التصنيف العام            | التصنيف العام | التصنيف العام             | التصنيف العام  |
| العداء                | العداء                   | البلد         | الفريق                    | الوقت          |
| --------------------- | ------------------------ | ------------- | ------------------------- | -------------- |
| 1                     | أنيميك فان فليوتن        | هولندا        | موفيستار للسيدات ‏         | 21 س 17 د 18 ث |
| 2                     | مارتا كافالي             | إيطاليا       | FDJ–Suez ‏                 | + 2 د 13 ث     |
| 3                     | مارغريتا فيكتوريا غارسيا | إسبانيا       | يو أي أيه تيم ‏            | + 3 د 42 ث     |
| 4                     | إليسا ونغو بورغيني       | إيطاليا       | Lidl–Trek (women's team) ‏ | + 7 د 03 ث     |
| 5                     | Niamh Fisher-Black ‏      | نيوزيلندا     | إس دي وركس ‏               | + 9 د 05 ث     |
| 6                     | سيسيلي أوتوب لودفيغ      | الدنمارك      | FDJ–Suez ‏                 | + 9 د 33 ث     |
| 7                     | Silvia Persico ‏          | إيطاليا       | فالكار سيلانس ‏            | + 10 د 41 ث    |
| 8                     | إيريكا ماجندي            | إيطاليا       | يو أي أيه تيم ‏            | + 12 د 35 ث    |
| 9                     | جولييت لابوس             | فرنسا         | فريق سنويب للسيدات ‏       | + 13 د 25 ث    |
| 10                    | Elise Chabbey ‏           | سويسرا        | كانيون–إس آر إيه إم ‏      | + 13 د 29 ث    |
| مصدر: ProCyclingStats |                          |               |                           |                |

### مرحلة 9
هي مرحلة جبلية، أقيمت في 9 يوليو 2022، وامتدّت لمسافة 112.8 كيلومتر. فاز بالمرحلة كريستين فولكنر، وكان متصدر الترتيب العام في نهاية المرحلة أنيميك فان فليوتن، وكان المتصدر حسب ترتيب النقاط أنيميك فان فليوتن، وكان المتصدر في ترتيب التسلق كريستين فولكنر، وتصدر ترتيب النقاط للشباب Niamh Fisher-Black ‏، وكان قائد تصنيف الجنسيات مارتا كافالي، وكان متصدر ترتيب الفرق FDJ–Suez ‏.
| التصنيف العام         | التصنيف العام            | التصنيف العام | التصنيف العام             | التصنيف العام  |
| العداء                | العداء                   | البلد         | الفريق                    | الوقت          |
| --------------------- | ------------------------ | ------------- | ------------------------- | -------------- |
| 1                     | أنيميك فان فليوتن        | هولندا        | موفيستار للسيدات ‏         | 24 س 55 د 08 ث |
| 2                     | مارتا كافالي             | إيطاليا       | FDJ–Suez ‏                 | + 1 د 52 ث     |
| 3                     | مارغريتا فيكتوريا غارسيا | إسبانيا       | يو أي أيه تيم ‏            | + 6 د 10 ث     |
| 4                     | إليسا ونغو بورغيني       | إيطاليا       | Lidl–Trek (women's team) ‏ | + 6 د 59 ث     |
| 5                     | Niamh Fisher-Black ‏      | نيوزيلندا     | إس دي وركس ‏               | + 11 د 26 ث    |
| 6                     | سيسيلي أوتوب لودفيغ      | الدنمارك      | FDJ–Suez ‏                 | + 12 د 28 ث    |
| 7                     | Silvia Persico ‏          | إيطاليا       | فالكار سيلانس ‏            | + 13 د 22 ث    |
| 8                     | إيريكا ماجندي            | إيطاليا       | يو أي أيه تيم ‏            | + 15 د 27 ث    |
| 9                     | جولييت لابوس             | فرنسا         | فريق سنويب للسيدات ‏       | + 15 د 49 ث    |
| 10                    | Neve Bradbury ‏           | أستراليا      | كانيون–إس آر إيه إم ‏      | + 17 د 43 ث    |
| مصدر: ProCyclingStats |                          |               |                           |                |

### مرحلة 10
هي مرحلة جبلية، أقيمت في 10 يوليو 2022، وامتدّت لمسافة 90.5 كيلومتر. فاز بالمرحلة كيارا كونسوني، وكان متصدر الترتيب العام في نهاية المرحلة أنيميك فان فليوتن.

## المشاركون
| إس دي وركس ‏ SDW | إس دي وركس ‏ SDW                   | إس دي وركس ‏ SDW |
| --------------- | --------------------------------- | --------------- |
| م               | عداء                              | مرتبة           |
| 1               | إيلينا سيتشيني                    | 41              |
| 2               | Lonneke Uneken ‏                   | لم يبدأ-3       |
| 3               | Niamh Fisher-Black ‏               | 5               |
| 4               | كريستين ماجروس (طريق و زمني فردي) | لم يبدأ-7       |
| 5               | Blanka Vas ‏ (طريق و زمني فردي)    | 51              |
| 6               | لوت كوبيكي (زمني فردي)            | 42              |

| Aromitalia–Basso Bikes–Vaiano ‏ VAI | Aromitalia–Basso Bikes–Vaiano ‏ VAI | Aromitalia–Basso Bikes–Vaiano ‏ VAI |
| ---------------------------------- | ---------------------------------- | ---------------------------------- |
| م                                  | عداء                               | مرتبة                              |
| 11                                 | راسا ليليفيتو (طريق)               | 25                                 |
| 12                                 | Francesca Baroni ‏                  | 100                                |
| 13                                 | Inga Češulienė ‏ (زمني فردي)        | 72                                 |
| 14                                 | Giulia Marchesini ‏                 | 62                                 |
| 15                                 | Sofia Collinelli ‏                  | لم يكمل السباق-8                   |
| 16                                 | Gemma Sernissi ‏                    | 80                                 |

| بيبينك ‏ BPK | بيبينك ‏ BPK         | بيبينك ‏ BPK |
| ----------- | ------------------- | ----------- |
| م           | عداء                | مرتبة       |
| 21          | Silvia Zanardi ‏     | لم يبدأ-7   |
| 22          | Giorgia Vettorello ‏ | 75          |
| 23          | Nadia Quagliotto ‏   | 56          |
| 24          | Letizia Brufani‏     | 89          |
| 25          | Markéta Hájková ‏    | 65          |
| 26          | Matilde Vitillo ‏    | لم يبدأ-7   |

| بيزكايا دورانجو ‏ BDP | بيزكايا دورانجو ‏ BDP       | بيزكايا دورانجو ‏ BDP |
| -------------------- | -------------------------- | -------------------- |
| م                    | عداء                       | مرتبة                |
| 31                   | Alba Teruel Ribes ‏         | 111                  |
| 32                   | لوسيا غونزاليس بلانكو      | 55                   |
| 33                   | Eukene Larrarte ‏           | 97                   |
| 34                   | Catalina Soto ‏ (زمني فردي) | 76                   |
| 35                   | Aileen Schweikart ‏         | 18                   |
| 36                   | Sofia Rodríguez ‏           | 103                  |

| كانيون–إس آر إيه إم ‏ CSR | كانيون–إس آر إيه إم ‏ CSR | كانيون–إس آر إيه إم ‏ CSR |
| ------------------------ | ------------------------ | ------------------------ |
| م                        | عداء                     | مرتبة                    |
| 41                       | سارة روي                 | 71                       |
| 42                       | Neve Bradbury ‏           | 10                       |
| 43                       | ثريا بالادين             | 36                       |
| 44                       | Elise Chabbey ‏           | 12                       |
| 45                       | Mikayla Harvey ‏          | 20                       |
| 46                       | ألينا أمياليوسيك         | 21                       |

| Ceratizit Pro Cycling ‏ WNT | Ceratizit Pro Cycling ‏ WNT | Ceratizit Pro Cycling ‏ WNT |
| -------------------------- | -------------------------- | -------------------------- |
| م                          | عداء                       | مرتبة                      |
| 51                         | Martina Fidanza ‏           | 93                         |
| 52                         | Lara Vieceli ‏              | 95                         |
| 53                         | فرانزيسكا بروس             | لم يكمل السباق-6           |
| 54                         | Marta Lach ‏                | 34                         |
| 55                         | حنا نيلسون                 | 19                         |
| 56                         | Lea Lin Teutenberg ‏        | 73                         |

| Cofidis Women Team ‏ COF | Cofidis Women Team ‏ COF | Cofidis Women Team ‏ COF |
| ----------------------- | ----------------------- | ----------------------- |
| م                       | عداء                    | مرتبة                   |
| 61                      | كلارا كوبينبرج          | لم يكمل السباق-8        |
| 62                      | Victoire Berteau ‏       | 68                      |
| 63                      | Martina Alzini ‏         | 48                      |
| 64                      | Olivia Onesti ‏          | 57                      |
| 65                      | Rachel Neylan ‏          | لم يبدأ-1               |
| 66                      | Sandra Levenez ‏         | 58                      |

| Colombia Potencia de la Vida–Strongman Femenino ‏ CTF | Colombia Potencia de la Vida–Strongman Femenino ‏ CTF | Colombia Potencia de la Vida–Strongman Femenino ‏ CTF |
| ---------------------------------------------------- | ---------------------------------------------------- | ---------------------------------------------------- |
| م                                                    | عداء                                                 | مرتبة                                                |
| 71                                                   | Elizabeth Castano‏                                    | لم يكمل السباق-6                                     |
| 72                                                   | Lorena Colmenares ‏                                   | لم يبدأ-5                                            |
| 73                                                   | Jennifer Ducuara‏                                     | 52                                                   |
| 74                                                   | Lina Hernández ‏ (طريق)                               | لم يكمل السباق-10                                    |
| 75                                                   | Estefanía Herrera ‏                                   | 107                                                  |
| 76                                                   | Jessenia Meneses ‏                                    | 92                                                   |

| EF Education–Tibco–SVB ‏ TIB | EF Education–Tibco–SVB ‏ TIB | EF Education–Tibco–SVB ‏ TIB |
| --------------------------- | --------------------------- | --------------------------- |
| م                           | عداء                        | مرتبة                       |
| 81                          | كريستابل دوبيل هيكوك        | 15                          |
| 82                          | Letizia Borghesi ‏           | 81                          |
| 83                          | Magdeleine Vallieres ‏       | 38                          |
| 84                          | Kathrin Hammes ‏             | 29                          |
| 85                          | Abi Smith ‏                  | 91                          |
| 86                          | Sara Poidevin ‏              | 85                          |

| FDJ–Suez ‏ FSF | FDJ–Suez ‏ FSF              | FDJ–Suez ‏ FSF |
| ------------- | -------------------------- | ------------- |
| م             | عداء                       | مرتبة         |
| 91            | مارتا كافالي               | 2             |
| 92            | برودي شابمان               | 28            |
| 93            | Clara Copponi ‏             | 105           |
| 94            | إميليا فهلين               | 88            |
| 95            | سيسيلي أوتوب لودفيغ (طريق) | 6             |
| 96            | Évita Muzic ‏               | 14            |

| Isolmant–Premac–Vittoria ‏ SBT | Isolmant–Premac–Vittoria ‏ SBT | Isolmant–Premac–Vittoria ‏ SBT |
| ----------------------------- | ----------------------------- | ----------------------------- |
| م                             | عداء                          | مرتبة                         |
| 101                           | Gaia Realini ‏                 | 13                            |
| 102                           | Alice Gasparini ‏              | 84                            |
| 103                           | Noemi Lucrezia Eremita‏        | 112                           |
| 104                           | Asia Zontone ‏                 | لم يكمل السباق-4              |
| 105                           | Emanuela Zanetti‏              | 113                           |
| 106                           | Beatrice Rossato ‏             | 35                            |

| ليف ريسينغ ‏ LIV | ليف ريسينغ ‏ LIV          | ليف ريسينغ ‏ LIV  |
| --------------- | ------------------------ | ---------------- |
| م               | عداء                     | مرتبة            |
| 111             | Rachele Barbieri ‏        | 39               |
| 112             | Marta Jaskulska ‏         | 77               |
| 113             | ثاليتا دي جونج           | 32               |
| 114             | Katia Ragusa ‏            | 50               |
| 115             | Quinty Ton ‏              | لم يكمل السباق-8 |
| 116             | Tereza Neumanová ‏ (طريق) | لم يبدأ-8        |

| موفيستار للسيدات ‏ MOV | موفيستار للسيدات ‏ MOV         | موفيستار للسيدات ‏ MOV |
| --------------------- | ----------------------------- | --------------------- |
| م                     | عداء                          | مرتبة                 |
| 121                   | Emma Norsgaard (زمني فردي)    | 99                    |
| 122                   | أود بيانيك                    | 106                   |
| 123                   | Jelena Erić (cyclist) ‏ (طريق) | 43                    |
| 124                   | Paula Patiño ‏                 | 26                    |
| 125                   | أرلينيس سيرا                  | لم يبدأ-7             |
| 126                   | أنيميك فان فليوتن             | 1                     |

| فريق كوجياس ميتلر لوك برو للدراجات ‏ CGS | فريق كوجياس ميتلر لوك برو للدراجات ‏ CGS | فريق كوجياس ميتلر لوك برو للدراجات ‏ CGS |
| --------------------------------------- | --------------------------------------- | --------------------------------------- |
| م                                       | عداء                                    | مرتبة                                   |
| 131                                     | كارولين باور (طريق)                     | 66                                      |
| 132                                     | Rotem Gafinovitz ‏                       | 74                                      |
| 133                                     | Aline Seitz ‏                            | 101                                     |
| 134                                     | Petra Stiasny ‏                          | 22                                      |
| 135                                     | Gabby Traxler ‏                          | 45                                      |
| 136                                     | أولغا زابيلينسكايا                      | لم يكمل السباق-6                        |

| Servetto–Makhymo–Beltrami TSA ‏ SER | Servetto–Makhymo–Beltrami TSA ‏ SER | Servetto–Makhymo–Beltrami TSA ‏ SER |
| ---------------------------------- | ---------------------------------- | ---------------------------------- |
| م                                  | عداء                               | مرتبة                              |
| 141                                | Milagro Mena ‏                      | 87                                 |
| 142                                | Anna Potokina ‏                     | لم يبدأ-2                          |
| 143                                | Sofia Barbieri‏                     | 110                                |
| 144                                | Isotta Barbieri‏                    | لم يكمل السباق-2                   |
| 145                                | Maryna Ivaniuk ‏                    | لم يكمل السباق-6                   |
| 146                                | Viktoriia Melnychuk‏                | لم يكمل السباق-3                   |

| Liv AlUla Jayco ‏ BEX | Liv AlUla Jayco ‏ BEX      | Liv AlUla Jayco ‏ BEX |
| -------------------- | ------------------------- | -------------------- |
| م                    | عداء                      | مرتبة                |
| 151                  | أماندا سبرات              | لم يبدأ-8            |
| 152                  | جورجيا وليامز (زمني فردي) | 33                   |
| 153                  | كريستين فولكنر            | 11                   |
| 154                  | جورجيا بيكر               | لم يبدأ-8            |
| 155                  | نينا كيسلر                | 69                   |
| 156                  | Teniel Campbell ‏          | 83                   |

| فريق سنويب للسيدات ‏ DSM | فريق سنويب للسيدات ‏ DSM | فريق سنويب للسيدات ‏ DSM |
| ----------------------- | ----------------------- | ----------------------- |
| م                       | عداء                    | مرتبة                   |
| 161                     | Megan Jastrab ‏          | 86                      |
| 162                     | ليا كيرشمان             | 90                      |
| 163                     | فرانشيسكا كوش ‏          | 82                      |
| 164                     | Charlotte Kool ‏         | 104                     |
| 165                     | جولييت لابوس            | 9                       |
| 166                     | فلورتجي ماكايج          | لم يبدأ-1               |

| جامبو فيسما للسيدات ‏ TJV | جامبو فيسما للسيدات ‏ TJV | جامبو فيسما للسيدات ‏ TJV |
| ------------------------ | ------------------------ | ------------------------ |
| م                        | عداء                     | مرتبة                    |
| 171                      | Amber Kraak ‏             | 53                       |
| 172                      | ماريان فوس               | لم يبدأ-7                |
| 173                      | أنوسكا كوستر             | 16                       |
| 174                      | ريجان ماركوس (طريق)      | لم يبدأ-6                |
| 175                      | Karlijn Swinkels ‏        | 79                       |
| 176                      | رومي كاسبر               | 37                       |

| Team Mendelspeck ‏ MDS | Team Mendelspeck ‏ MDS | Team Mendelspeck ‏ MDS |
| --------------------- | --------------------- | --------------------- |
| م                     | عداء                  | مرتبة                 |
| 181                   | Eva Maria Gatscher‏    | 31                    |
| 182                   | Vania Canvelli ‏       | 64                    |
| 183                   | Francesca Pisciali ‏   | 102                   |
| 184                   | Angela Oro‏            | 46                    |
| 185                   | Alessia Missiaggia‏    | 109                   |
| 186                   | Beatrice Pozzobon‏     | 108                   |

| توب قيرلز فسى برتولو ‏ TOP | توب قيرلز فسى برتولو ‏ TOP | توب قيرلز فسى برتولو ‏ TOP |
| ------------------------- | ------------------------- | ------------------------- |
| م                         | عداء                      | مرتبة                     |
| 191                       | Giorgia Bariani ‏          | 60                        |
| 192                       | Greta Marturano ‏          | 23                        |
| 193                       | Iris Monticolo ‏           | 78                        |
| 194                       | Alice Palazzi‏             | 44                        |
| 195                       | Cristina Tonetti ‏         | 47                        |
| 196                       | Alessia Vigilia ‏          | 27                        |

| Lidl–Trek (women's team) ‏ TFS | Lidl–Trek (women's team) ‏ TFS  | Lidl–Trek (women's team) ‏ TFS |
| ----------------------------- | ------------------------------ | ----------------------------- |
| م                             | عداء                           | مرتبة                         |
| 201                           | إليسا بالسامو (طريق)           | 49                            |
| 202                           | لوسيندا براند                  | 17                            |
| 203                           | أمالي ديديريكسن                | 94                            |
| 204                           | Lauretta Hanson ‏               | 98                            |
| 205                           | إليسا ونغو بورغيني (زمني فردي) | 4                             |
| 206                           | ليا توماس                      | 24                            |

| يو أي أيه تيم ‏ UAD | يو أي أيه تيم ‏ UAD                          | يو أي أيه تيم ‏ UAD |
| ------------------ | ------------------------------------------- | ------------------ |
| م                  | عداء                                        | مرتبة              |
| 211                | مارغريتا فيكتوريا غارسيا (طريق و زمني فردي) | 3                  |
| 212                | إيريكا ماجندي                               | 8                  |
| 213                | Laura Tomasi ‏                               | لم يبدأ-1          |
| 214                | مارتا باستيانيلي                            | 40                 |
| 215                | صوفيا بيرتيزولو                             | 61                 |
| 216                | Anna Trevisi ‏                               | 63                 |

| فريق أونو إكس برو للدراجات للسيدات ‏ UXT | فريق أونو إكس برو للدراجات للسيدات ‏ UXT | فريق أونو إكس برو للدراجات للسيدات ‏ UXT |
| --------------------------------------- | --------------------------------------- | --------------------------------------- |
| م                                       | عداء                                    | مرتبة                                   |
| 221                                     | Wilma Olausson ‏                         | لم يكمل السباق-4                        |
| 222                                     | هانا بارنز                              | 96                                      |
| 223                                     | Marte Berg Edseth ‏                      | لم يكمل السباق-8                        |
| 224                                     | هانا لودفيغ                             | لم يبدأ-2                               |
| 225                                     | Amalie Lutro ‏                           | 67                                      |
| 226                                     | Julie Norman Leth ‏                      | لم يكمل السباق-9                        |

| فالكار سيلانس ‏ VAL | فالكار سيلانس ‏ VAL          | فالكار سيلانس ‏ VAL |
| ------------------ | --------------------------- | ------------------ |
| م                  | عداء                        | مرتبة              |
| 231                | Olivia Baril ‏               | لم يكمل السباق-3   |
| 232                | Alice Maria Arzuffi ‏        | 30                 |
| 233                | Silvia Persico ‏             | 7                  |
| 234                | كيارا كونسوني               | 59                 |
| 235                | Karolina Kumięga ‏           | 54                 |
| 236                | Anastasia Carbonari ‏ (طريق) | 70                 |

| إس دي وركس ‏ SDW | إس دي وركس ‏ SDW                   | إس دي وركس ‏ SDW |
| --------------- | --------------------------------- | --------------- |
| م               | عداء                              | مرتبة           |
| 1               | إيلينا سيتشيني                    | 41              |
| 2               | Lonneke Uneken ‏                   | لم يبدأ-3       |
| 3               | Niamh Fisher-Black ‏               | 5               |
| 4               | كريستين ماجروس (طريق و زمني فردي) | لم يبدأ-7       |
| 5               | Blanka Vas ‏ (طريق و زمني فردي)    | 51              |
| 6               | لوت كوبيكي (زمني فردي)            | 42              |

| Aromitalia–Basso Bikes–Vaiano ‏ VAI | Aromitalia–Basso Bikes–Vaiano ‏ VAI | Aromitalia–Basso Bikes–Vaiano ‏ VAI |
| ---------------------------------- | ---------------------------------- | ---------------------------------- |
| م                                  | عداء                               | مرتبة                              |
| 11                                 | راسا ليليفيتو (طريق)               | 25                                 |
| 12                                 | Francesca Baroni ‏                  | 100                                |
| 13                                 | Inga Češulienė ‏ (زمني فردي)        | 72                                 |
| 14                                 | Giulia Marchesini ‏                 | 62                                 |
| 15                                 | Sofia Collinelli ‏                  | لم يكمل السباق-8                   |
| 16                                 | Gemma Sernissi ‏                    | 80                                 |

| بيبينك ‏ BPK | بيبينك ‏ BPK         | بيبينك ‏ BPK |
| ----------- | ------------------- | ----------- |
| م           | عداء                | مرتبة       |
| 21          | Silvia Zanardi ‏     | لم يبدأ-7   |
| 22          | Giorgia Vettorello ‏ | 75          |
| 23          | Nadia Quagliotto ‏   | 56          |
| 24          | Letizia Brufani‏     | 89          |
| 25          | Markéta Hájková ‏    | 65          |
| 26          | Matilde Vitillo ‏    | لم يبدأ-7   |

| بيزكايا دورانجو ‏ BDP | بيزكايا دورانجو ‏ BDP       | بيزكايا دورانجو ‏ BDP |
| -------------------- | -------------------------- | -------------------- |
| م                    | عداء                       | مرتبة                |
| 31                   | Alba Teruel Ribes ‏         | 111                  |
| 32                   | لوسيا غونزاليس بلانكو      | 55                   |
| 33                   | Eukene Larrarte ‏           | 97                   |
| 34                   | Catalina Soto ‏ (زمني فردي) | 76                   |
| 35                   | Aileen Schweikart ‏         | 18                   |
| 36                   | Sofia Rodríguez ‏           | 103                  |

| كانيون–إس آر إيه إم ‏ CSR | كانيون–إس آر إيه إم ‏ CSR | كانيون–إس آر إيه إم ‏ CSR |
| ------------------------ | ------------------------ | ------------------------ |
| م                        | عداء                     | مرتبة                    |
| 41                       | سارة روي                 | 71                       |
| 42                       | Neve Bradbury ‏           | 10                       |
| 43                       | ثريا بالادين             | 36                       |
| 44                       | Elise Chabbey ‏           | 12                       |
| 45                       | Mikayla Harvey ‏          | 20                       |
| 46                       | ألينا أمياليوسيك         | 21                       |

| Ceratizit Pro Cycling ‏ WNT | Ceratizit Pro Cycling ‏ WNT | Ceratizit Pro Cycling ‏ WNT |
| -------------------------- | -------------------------- | -------------------------- |
| م                          | عداء                       | مرتبة                      |
| 51                         | Martina Fidanza ‏           | 93                         |
| 52                         | Lara Vieceli ‏              | 95                         |
| 53                         | فرانزيسكا بروس             | لم يكمل السباق-6           |
| 54                         | Marta Lach ‏                | 34                         |
| 55                         | حنا نيلسون                 | 19                         |
| 56                         | Lea Lin Teutenberg ‏        | 73                         |

| Cofidis Women Team ‏ COF | Cofidis Women Team ‏ COF | Cofidis Women Team ‏ COF |
| ----------------------- | ----------------------- | ----------------------- |
| م                       | عداء                    | مرتبة                   |
| 61                      | كلارا كوبينبرج          | لم يكمل السباق-8        |
| 62                      | Victoire Berteau ‏       | 68                      |
| 63                      | Martina Alzini ‏         | 48                      |
| 64                      | Olivia Onesti ‏          | 57                      |
| 65                      | Rachel Neylan ‏          | لم يبدأ-1               |
| 66                      | Sandra Levenez ‏         | 58                      |

| Colombia Potencia de la Vida–Strongman Femenino ‏ CTF | Colombia Potencia de la Vida–Strongman Femenino ‏ CTF | Colombia Potencia de la Vida–Strongman Femenino ‏ CTF |
| ---------------------------------------------------- | ---------------------------------------------------- | ---------------------------------------------------- |
| م                                                    | عداء                                                 | مرتبة                                                |
| 71                                                   | Elizabeth Castano‏                                    | لم يكمل السباق-6                                     |
| 72                                                   | Lorena Colmenares ‏                                   | لم يبدأ-5                                            |
| 73                                                   | Jennifer Ducuara‏                                     | 52                                                   |
| 74                                                   | Lina Hernández ‏ (طريق)                               | لم يكمل السباق-10                                    |
| 75                                                   | Estefanía Herrera ‏                                   | 107                                                  |
| 76                                                   | Jessenia Meneses ‏                                    | 92                                                   |

| EF Education–Tibco–SVB ‏ TIB | EF Education–Tibco–SVB ‏ TIB | EF Education–Tibco–SVB ‏ TIB |
| --------------------------- | --------------------------- | --------------------------- |
| م                           | عداء                        | مرتبة                       |
| 81                          | كريستابل دوبيل هيكوك        | 15                          |
| 82                          | Letizia Borghesi ‏           | 81                          |
| 83                          | Magdeleine Vallieres ‏       | 38                          |
| 84                          | Kathrin Hammes ‏             | 29                          |
| 85                          | Abi Smith ‏                  | 91                          |
| 86                          | Sara Poidevin ‏              | 85                          |

| FDJ–Suez ‏ FSF | FDJ–Suez ‏ FSF              | FDJ–Suez ‏ FSF |
| ------------- | -------------------------- | ------------- |
| م             | عداء                       | مرتبة         |
| 91            | مارتا كافالي               | 2             |
| 92            | برودي شابمان               | 28            |
| 93            | Clara Copponi ‏             | 105           |
| 94            | إميليا فهلين               | 88            |
| 95            | سيسيلي أوتوب لودفيغ (طريق) | 6             |
| 96            | Évita Muzic ‏               | 14            |

| Isolmant–Premac–Vittoria ‏ SBT | Isolmant–Premac–Vittoria ‏ SBT | Isolmant–Premac–Vittoria ‏ SBT |
| ----------------------------- | ----------------------------- | ----------------------------- |
| م                             | عداء                          | مرتبة                         |
| 101                           | Gaia Realini ‏                 | 13                            |
| 102                           | Alice Gasparini ‏              | 84                            |
| 103                           | Noemi Lucrezia Eremita‏        | 112                           |
| 104                           | Asia Zontone ‏                 | لم يكمل السباق-4              |
| 105                           | Emanuela Zanetti‏              | 113                           |
| 106                           | Beatrice Rossato ‏             | 35                            |

| ليف ريسينغ ‏ LIV | ليف ريسينغ ‏ LIV          | ليف ريسينغ ‏ LIV  |
| --------------- | ------------------------ | ---------------- |
| م               | عداء                     | مرتبة            |
| 111             | Rachele Barbieri ‏        | 39               |
| 112             | Marta Jaskulska ‏         | 77               |
| 113             | ثاليتا دي جونج           | 32               |
| 114             | Katia Ragusa ‏            | 50               |
| 115             | Quinty Ton ‏              | لم يكمل السباق-8 |
| 116             | Tereza Neumanová ‏ (طريق) | لم يبدأ-8        |

| موفيستار للسيدات ‏ MOV | موفيستار للسيدات ‏ MOV         | موفيستار للسيدات ‏ MOV |
| --------------------- | ----------------------------- | --------------------- |
| م                     | عداء                          | مرتبة                 |
| 121                   | Emma Norsgaard (زمني فردي)    | 99                    |
| 122                   | أود بيانيك                    | 106                   |
| 123                   | Jelena Erić (cyclist) ‏ (طريق) | 43                    |
| 124                   | Paula Patiño ‏                 | 26                    |
| 125                   | أرلينيس سيرا                  | لم يبدأ-7             |
| 126                   | أنيميك فان فليوتن             | 1                     |

| فريق كوجياس ميتلر لوك برو للدراجات ‏ CGS | فريق كوجياس ميتلر لوك برو للدراجات ‏ CGS | فريق كوجياس ميتلر لوك برو للدراجات ‏ CGS |
| --------------------------------------- | --------------------------------------- | --------------------------------------- |
| م                                       | عداء                                    | مرتبة                                   |
| 131                                     | كارولين باور (طريق)                     | 66                                      |
| 132                                     | Rotem Gafinovitz ‏                       | 74                                      |
| 133                                     | Aline Seitz ‏                            | 101                                     |
| 134                                     | Petra Stiasny ‏                          | 22                                      |
| 135                                     | Gabby Traxler ‏                          | 45                                      |
| 136                                     | أولغا زابيلينسكايا                      | لم يكمل السباق-6                        |

| Servetto–Makhymo–Beltrami TSA ‏ SER | Servetto–Makhymo–Beltrami TSA ‏ SER | Servetto–Makhymo–Beltrami TSA ‏ SER |
| ---------------------------------- | ---------------------------------- | ---------------------------------- |
| م                                  | عداء                               | مرتبة                              |
| 141                                | Milagro Mena ‏                      | 87                                 |
| 142                                | Anna Potokina ‏                     | لم يبدأ-2                          |
| 143                                | Sofia Barbieri‏                     | 110                                |
| 144                                | Isotta Barbieri‏                    | لم يكمل السباق-2                   |
| 145                                | Maryna Ivaniuk ‏                    | لم يكمل السباق-6                   |
| 146                                | Viktoriia Melnychuk‏                | لم يكمل السباق-3                   |

| Liv AlUla Jayco ‏ BEX | Liv AlUla Jayco ‏ BEX      | Liv AlUla Jayco ‏ BEX |
| -------------------- | ------------------------- | -------------------- |
| م                    | عداء                      | مرتبة                |
| 151                  | أماندا سبرات              | لم يبدأ-8            |
| 152                  | جورجيا وليامز (زمني فردي) | 33                   |
| 153                  | كريستين فولكنر            | 11                   |
| 154                  | جورجيا بيكر               | لم يبدأ-8            |
| 155                  | نينا كيسلر                | 69                   |
| 156                  | Teniel Campbell ‏          | 83                   |

| فريق سنويب للسيدات ‏ DSM | فريق سنويب للسيدات ‏ DSM | فريق سنويب للسيدات ‏ DSM |
| ----------------------- | ----------------------- | ----------------------- |
| م                       | عداء                    | مرتبة                   |
| 161                     | Megan Jastrab ‏          | 86                      |
| 162                     | ليا كيرشمان             | 90                      |
| 163                     | فرانشيسكا كوش ‏          | 82                      |
| 164                     | Charlotte Kool ‏         | 104                     |
| 165                     | جولييت لابوس            | 9                       |
| 166                     | فلورتجي ماكايج          | لم يبدأ-1               |

| جامبو فيسما للسيدات ‏ TJV | جامبو فيسما للسيدات ‏ TJV | جامبو فيسما للسيدات ‏ TJV |
| ------------------------ | ------------------------ | ------------------------ |
| م                        | عداء                     | مرتبة                    |
| 171                      | Amber Kraak ‏             | 53                       |
| 172                      | ماريان فوس               | لم يبدأ-7                |
| 173                      | أنوسكا كوستر             | 16                       |
| 174                      | ريجان ماركوس (طريق)      | لم يبدأ-6                |
| 175                      | Karlijn Swinkels ‏        | 79                       |
| 176                      | رومي كاسبر               | 37                       |

| Team Mendelspeck ‏ MDS | Team Mendelspeck ‏ MDS | Team Mendelspeck ‏ MDS |
| --------------------- | --------------------- | --------------------- |
| م                     | عداء                  | مرتبة                 |
| 181                   | Eva Maria Gatscher‏    | 31                    |
| 182                   | Vania Canvelli ‏       | 64                    |
| 183                   | Francesca Pisciali ‏   | 102                   |
| 184                   | Angela Oro‏            | 46                    |
| 185                   | Alessia Missiaggia‏    | 109                   |
| 186                   | Beatrice Pozzobon‏     | 108                   |

| توب قيرلز فسى برتولو ‏ TOP | توب قيرلز فسى برتولو ‏ TOP | توب قيرلز فسى برتولو ‏ TOP |
| ------------------------- | ------------------------- | ------------------------- |
| م                         | عداء                      | مرتبة                     |
| 191                       | Giorgia Bariani ‏          | 60                        |
| 192                       | Greta Marturano ‏          | 23                        |
| 193                       | Iris Monticolo ‏           | 78                        |
| 194                       | Alice Palazzi‏             | 44                        |
| 195                       | Cristina Tonetti ‏         | 47                        |
| 196                       | Alessia Vigilia ‏          | 27                        |

| Lidl–Trek (women's team) ‏ TFS | Lidl–Trek (women's team) ‏ TFS  | Lidl–Trek (women's team) ‏ TFS |
| ----------------------------- | ------------------------------ | ----------------------------- |
| م                             | عداء                           | مرتبة                         |
| 201                           | إليسا بالسامو (طريق)           | 49                            |
| 202                           | لوسيندا براند                  | 17                            |
| 203                           | أمالي ديديريكسن                | 94                            |
| 204                           | Lauretta Hanson ‏               | 98                            |
| 205                           | إليسا ونغو بورغيني (زمني فردي) | 4                             |
| 206                           | ليا توماس                      | 24                            |

| يو أي أيه تيم ‏ UAD | يو أي أيه تيم ‏ UAD                          | يو أي أيه تيم ‏ UAD |
| ------------------ | ------------------------------------------- | ------------------ |
| م                  | عداء                                        | مرتبة              |
| 211                | مارغريتا فيكتوريا غارسيا (طريق و زمني فردي) | 3                  |
| 212                | إيريكا ماجندي                               | 8                  |
| 213                | Laura Tomasi ‏                               | لم يبدأ-1          |
| 214                | مارتا باستيانيلي                            | 40                 |
| 215                | صوفيا بيرتيزولو                             | 61                 |
| 216                | Anna Trevisi ‏                               | 63                 |

| فريق أونو إكس برو للدراجات للسيدات ‏ UXT | فريق أونو إكس برو للدراجات للسيدات ‏ UXT | فريق أونو إكس برو للدراجات للسيدات ‏ UXT |
| --------------------------------------- | --------------------------------------- | --------------------------------------- |
| م                                       | عداء                                    | مرتبة                                   |
| 221                                     | Wilma Olausson ‏                         | لم يكمل السباق-4                        |
| 222                                     | هانا بارنز                              | 96                                      |
| 223                                     | Marte Berg Edseth ‏                      | لم يكمل السباق-8                        |
| 224                                     | هانا لودفيغ                             | لم يبدأ-2                               |
| 225                                     | Amalie Lutro ‏                           | 67                                      |
| 226                                     | Julie Norman Leth ‏                      | لم يكمل السباق-9                        |

| فالكار سيلانس ‏ VAL | فالكار سيلانس ‏ VAL          | فالكار سيلانس ‏ VAL |
| ------------------ | --------------------------- | ------------------ |
| م                  | عداء                        | مرتبة              |
| 231                | Olivia Baril ‏               | لم يكمل السباق-3   |
| 232                | Alice Maria Arzuffi ‏        | 30                 |
| 233                | Silvia Persico ‏             | 7                  |
| 234                | كيارا كونسوني               | 59                 |
| 235                | Karolina Kumięga ‏           | 54                 |
| 236                | Anastasia Carbonari ‏ (طريق) | 70                 |

## التصنيف العام النهائي
| التصنيف العام         | التصنيف العام            | التصنيف العام | التصنيف العام             | التصنيف العام  |
| العداء                | العداء                   | البلد         | الفريق                    | الوقت          |
| --------------------- | ------------------------ | ------------- | ------------------------- | -------------- |
| 1                     | أنيميك فان فليوتن        | هولندا        | موفيستار للسيدات ‏         | 27 س 07 د 26 ث |
| 2                     | مارتا كافالي             | إيطاليا       | FDJ–Suez ‏                 | + 1 د 52 ث     |
| 3                     | مارغريتا فيكتوريا غارسيا | إسبانيا       | يو أي أيه تيم ‏            | + 5 د 56 ث     |
| 4                     | إليسا ونغو بورغيني       | إيطاليا       | Lidl–Trek (women's team) ‏ | + 6 د 45 ث     |
| 5                     | Niamh Fisher-Black ‏      | نيوزيلندا     | إس دي وركس ‏               | + 11 د 12 ث    |
| 6                     | سيسيلي أوتوب لودفيغ      | الدنمارك      | FDJ–Suez ‏                 | + 12 د 14 ث    |
| 7                     | Silvia Persico ‏          | إيطاليا       | فالكار سيلانس ‏            | + 13 د 08 ث    |
| 8                     | إيريكا ماجندي            | إيطاليا       | يو أي أيه تيم ‏            | + 15 د 13 ث    |
| 9                     | جولييت لابوس             | فرنسا         | فريق سنويب للسيدات ‏       | + 15 د 49 ث    |
| 10                    | Neve Bradbury ‏           | أستراليا      | كانيون–إس آر إيه إم ‏      | + 17 د 29 ث    |
| مصدر: ProCyclingStats |                          |               |                           |                |

### تصنيف النقاط
| تصنيف النقاط          | تصنيف النقاط             | تصنيف النقاط     | تصنيف النقاط              | تصنيف النقاط |
| العداء                | العداء                   | البلد            | الفريق                    | النقاط       |
| --------------------- | ------------------------ | ---------------- | ------------------------- | ------------ |
| 1                     | أنيميك فان فليوتن        | هولندا           | موفيستار للسيدات ‏         | 60 نقطة      |
| 2                     | إليسا بالسامو            | إيطاليا          | Lidl–Trek (women's team) ‏ | 58 نقطة      |
| 3                     | كريستين فولكنر           | الولايات المتحدة | Liv AlUla Jayco ‏          | 46 نقطة      |
| 4                     | مارتا كافالي             | إيطاليا          | FDJ–Suez ‏                 | 46 نقطة      |
| 5                     | إليسا ونغو بورغيني       | إيطاليا          | Lidl–Trek (women's team) ‏ | 39 نقطة      |
| 6                     | لوت كوبيكي               | بلجيكا           | إس دي وركس ‏               | 36 نقطة      |
| 7                     | Charlotte Kool ‏          | هولندا           | فريق سنويب للسيدات ‏       | 34 نقطة      |
| 8                     | مارغريتا فيكتوريا غارسيا | إسبانيا          | يو أي أيه تيم ‏            | 32 نقطة      |
| 9                     | كيارا كونسوني            | إيطاليا          | فالكار سيلانس ‏            | 30 نقطة      |
| 10                    | Rachele Barbieri ‏        | إيطاليا          | ليف ريسينغ ‏               | 29 نقطة      |
| مصدر: ProCyclingStats |                          |                  |                           |              |

### تصنيف الجبال
| تصنيف الجبال          | تصنيف الجبال             | تصنيف الجبال     | تصنيف الجبال              | تصنيف الجبال |
| العداء                | العداء                   | البلد            | الفريق                    | النقاط       |
| --------------------- | ------------------------ | ---------------- | ------------------------- | ------------ |
| 1                     | كريستين فولكنر           | الولايات المتحدة | Liv AlUla Jayco ‏          | 56 نقطة      |
| 2                     | Elise Chabbey ‏           | سويسرا           | كانيون–إس آر إيه إم ‏      | 46 نقطة      |
| 3                     | أنيميك فان فليوتن        | هولندا           | موفيستار للسيدات ‏         | 43 نقطة      |
| 4                     | مارتا كافالي             | إيطاليا          | FDJ–Suez ‏                 | 33 نقطة      |
| 5                     | مارغريتا فيكتوريا غارسيا | إسبانيا          | يو أي أيه تيم ‏            | 30 نقطة      |
| 6                     | Gaia Realini ‏            | إيطاليا          | Isolmant–Premac–Vittoria ‏ | 29 نقطة      |
| 7                     | إليسا ونغو بورغيني       | إيطاليا          | Lidl–Trek (women's team) ‏ | 25 نقطة      |
| 8                     | جولييت لابوس             | فرنسا            | فريق سنويب للسيدات ‏       | 15 نقطة      |
| 9                     | Évita Muzic ‏             | فرنسا            | FDJ–Suez ‏                 | 15 نقطة      |
| 10                    | سيسيلي أوتوب لودفيغ      | الدنمارك         | FDJ–Suez ‏                 | 13 نقطة      |
| مصدر: ProCyclingStats |                          |                  |                           |              |

## تصانيف فرعية

### تصنيف أفضل شاب
| تصنيف أفضل شاب        | تصنيف أفضل شاب        | تصنيف أفضل شاب | تصنيف أفضل شاب                      | تصنيف أفضل شاب  |
| العداء                | العداء                | البلد          | الفريق                              | الوقت           |
| --------------------- | --------------------- | -------------- | ----------------------------------- | --------------- |
| 1                     | Niamh Fisher-Black ‏   | نيوزيلندا      | إس دي وركس ‏                         | 27 س 18 د 38 ث  |
| 2                     | Neve Bradbury ‏        | أستراليا       | كانيون–إس آر إيه إم ‏                | + 6 د 17 ث      |
| 3                     | Gaia Realini ‏         | إيطاليا        | Isolmant–Premac–Vittoria ‏           | + 12 د 26 ث     |
| 4                     | Petra Stiasny ‏        | سويسرا         | فريق كوجياس ميتلر لوك برو للدراجات ‏ | + 33 د 05 ث     |
| 5                     | Magdeleine Vallieres ‏ | كندا           | EF Education–Tibco–SVB ‏             | + 1 س 05 د 02 ث |
| 6                     | Alice Palazzi ‏        | إيطاليا        | توب قيرلز فسى برتولو ‏               | + 1 س 07 د 12 ث |
| 7                     | Angela Oro ‏           | إيطاليا        | Team Mendelspeck ‏                   | + 1 س 10 د 32 ث |
| 8                     | Cristina Tonetti ‏     | إيطاليا        | توب قيرلز فسى برتولو ‏               | + 1 س 10 د 34 ث |
| 9                     | Blanka Vas ‏           | المجر          | إس دي وركس ‏                         | + 1 س 15 د 55 ث |
| 10                    | Olivia Onesti ‏        | فرنسا          | Cofidis Women Team ‏                 | + 1 س 19 د 35 ث |
| مصدر: ProCyclingStats |                       |                |                                     |                 |

## وصلات خارجية
- الموقع الرسمي
- لمحة عن سباق طواف إيطاليا للسيدات 2022 على موقع  ProCyclingStats   (برو  سايكلنج  ستاتس) - إحصاءات  محترفي  الدراجات.
- طواف إيطاليا للسيدات 2022 على موقع إحصائيات الدراجات الإحترافية (الإنجليزية)